# Тібор Мерай
Тібор Мерай (угор. Méray Tibor, нар. 6 квітня 1924, Будапешт, Угорське королівство — 12 листопада 2020) — угорський журналіст, письменник.

## Біографія
Закінчив Будапештський університет за фахом «угорська і латинська література».
Працював в газеті «Сабад неп» ( Szabad Nép) — органі комуністичної партії, завідував відділом культури, згодом став членом редколегії. Протягом півтора року був військовим кореспондентом «Сабад неп» на Корейській війні.
У 1953—1954 роки Тібор Мірай — секретар парторганізації Спілки угорських письменників (СУП), з 1954 року — секретар цієї творчої організації. Після подій 1953 року — прихильник Імре Надя, внаслідок чого в 1955 році був позбавлений посади і в газеті, і в СУП. Після Угорської революції 1956 року, Мірай разом з родиною емігрував до Федеративної Народної Республіки Югославія. З 1957 року жив у Французька республіка.
Протягом 27 років редагував угорську газету «Іродалмі уйшаг» (Irodalmi Újság ), що видавалася за кордоном і була заборонена режимом Кадара. Був першим секретарем ПЕН-клубу письменників у вигнанні і головою Угорської ліги захисту прав людини.
У 1989 році, після 33 років еміграції, Тібор Мірай повернувся у Будапешт, щоб брати участь в урочистому перепоховання праху Імре Надя, і на прохання родини покійного виголосив промову над його могилою.